# Елісон (тропічний шторм)
Тропічний шторм «Елісон» (англ. Tropical Storm Allison)  — руйнівний тропічний шторм, що обрушився на південний схід Техасу в червні 2001 році. Елісон був першим штормом після тропічного шторму Френсіс в 1998 році, який обрушився на північне узбережжя Техасу.
Шторм приніс сильні дощі, досягнувши максимуму в 40 дюймів (1000 мм) в Техасі. Найсильніша повінь сталася в Х'юстоні, де від Елісон постраждала найбільше: 30 000 людей залишилися без даху над головою після того, як шторм затопив більше 70 000 будинків і зруйнував 2744 будинки. Центр міста Х'юстон був затоплений повінню, в результаті чого лікарням і підприємствам було завдано серйозної шкоди. У Техасі загинули 23 людини. На всьому своєму шляху Елісон завдала збитків на 9 мільярдів доларів і 55 людина загинула. Крім Техасу, найбільше постраждали Луїзіана і південно-східна Пенсильванія.
Після шторму президент Джордж Буш позначив 75 округів на шляху Еллісон як райони лиха, що дозволило постраждалим громадянам звернутися за допомогою. Потім, четвертий за величиною атлантичний тропічний циклон і як і раніше найдорожчий атлантичний тропічний циклон, який ніколи не був сильним ураганом, Елісон був першим атлантичним тропічним штормом, назва якого було припинено, але ніколи не досягли ураганної сили.

## Метеорологічна історія

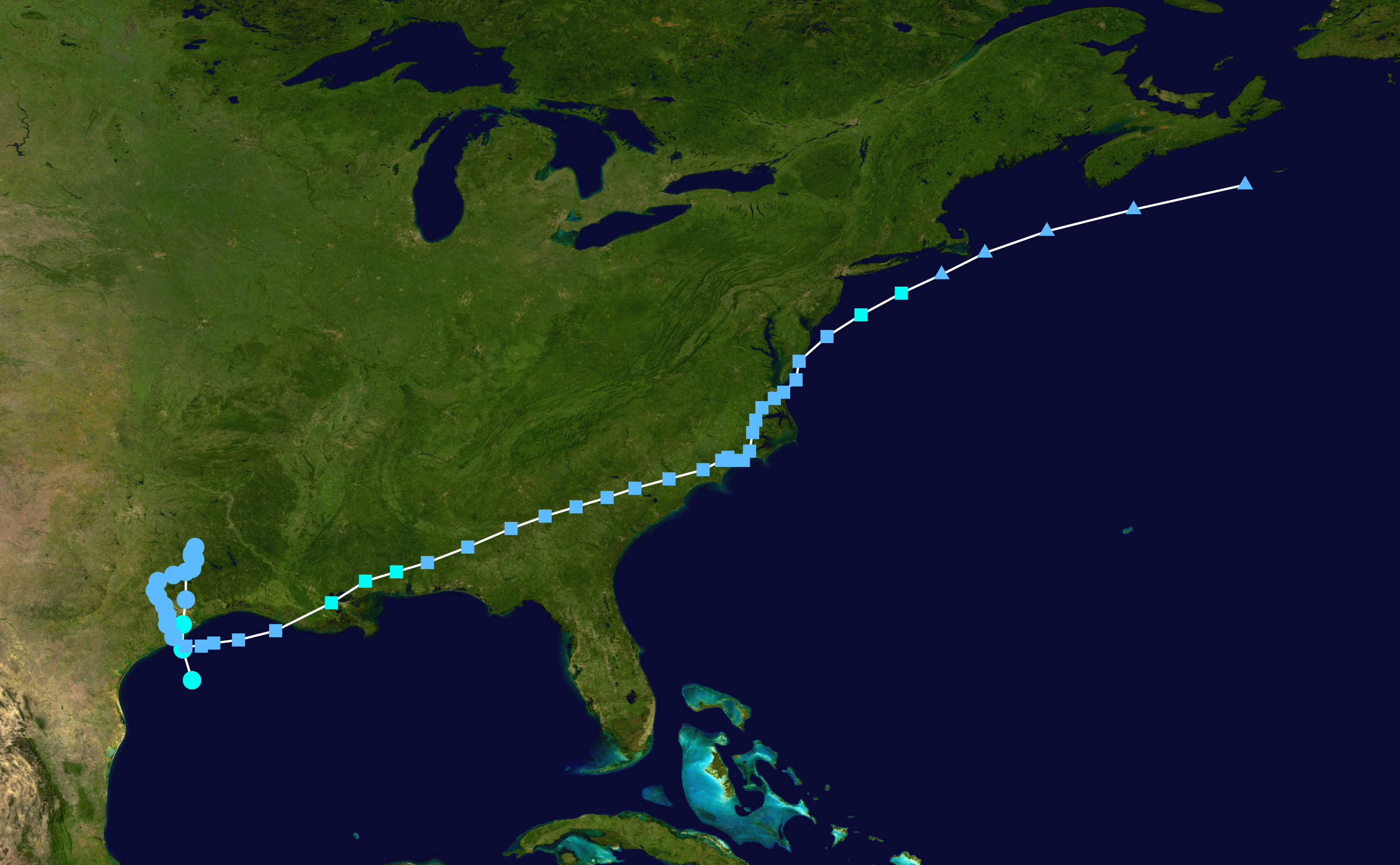
Карта шляху та інтенсивності тропічного шторму Елісон по шкалі Саффіра-Сімпсона

Тропічна хвиля рушила від берегів Африки 21 травня 2001 року. Вона рушила на захід через Атлантичний океан, зберігаючи на своєму шляху невелику конвекцію. Пройшовши через Південну Америку і південно-західну частину Карибського моря, хвиля увійшла в східну частину північної частини Тихого океану 1 червня. Циркуляція на низькому рівні розвинулася 2 червня, коли вона перебувала приблизно в 230 милях (370 км) на північний схід від Саліна-Крус, Мексика. Південний потік змусив систему рушити на північ, і 3 червня хвиля рушила вглиб суші. Циркуляція на нижньому рівні припинилася, хоча циркуляція на середньому рівні збереглася. Він вийшов в Мексиканську затоку 4 червня, і на його східній стороні виникла глибока конвекція. Рано ранку 5 червня супутникові знімки показали, що на північному заході Мексиканської затоки формується тропічна депресія, чому сприяли повідомлення про поривах вітру до 60 миль в годину (95 км / год) всього в декількох сотнях футів над рівнем моря. поверхню, у напрямку на схід системи.
О 12:00 UTC 5 червня обурення розвинуло широку циркуляцію на низькому рівні і було класифіковано як тропічний шторм Елісон, перший шторм сезону атлантичних ураганів 2001 року. Прогнозувалася деяка інтенсифікація, хоча очікувалося, що їй перешкодять низькі температури морської поверхні. Через те, що центр є холодним ядром, Елісон спочатку містив субтропічні характеристики. Незважаючи на це, шторм швидко посилився, досягнувши пікової тривалості вітру 60 миль в годину (95 км/ч), з тропічним штормовим вітром, що тягнуться до 230 миль (370 км) на схід від центру, і мінімальним центральним тиском в 1000 мбар. Спочатку шторм рухався дуже мало, і наявність декількох невеликих вихорів усередині глибокої конвекції ускладнювало визначення точного місця розташування центру. Пізніше в той же день з'явилося кілька різних прогнозів треку. В одному сценарії циклон рухався на захід, в Мексику. Інший прогнозував, що шторм буде рухатися на схід в сторону південної Луїзіани. У той час було відзначено, що біля центру тривали невеликі дощі або вітер, а скоріше на північ і схід. Під керуючими течіями субтропічного хребта, який простягався зі сходу на захід через південний схід Сполучених Штатів, Елісон ослабла, наближаючись до берегової лінії Техасу, і завдала удару близько Фріпорта, штат Техас.прі швидкості вітру 50 миль / год (80 км / год). Усередині країни шторм швидко ослаб, і 6 червня Національний центр з ураганів припинив випуск рекомендацій. Незабаром після того, як рейтинг був знижений до тропічної депресії, наземні спостереження показали подовжену циркуляцію з погано певним центром, яка змінилася ближче до глибокої конвекції.

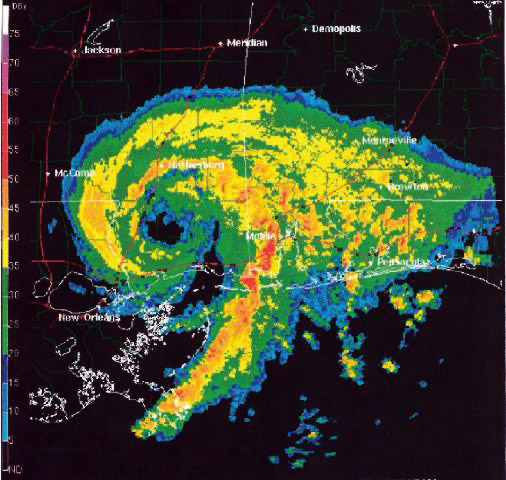
Субтропічний шторм Елісон з зображення ока нал Міссісіпі

Западина дрейфувала на північ, поки не досягла Лафкін, штат Техас, де зупинилася через системи високого тиску на північ. Під час виходу на сушу над Техасом, шторм обрушив сильний дощ, досягнувши максимуму трохи більше 40 дюймів (1033 мм) в північно-західному окрузі Джефферсон. 7 червня субтропічний хребет біля узбережжя Флориди ослаб, а хребет на захід від Техасу посилився. Це змусило Тропічну депресію Елісон зробити петлю за годинниковою стрілкою, і шторм почав дрейфувати на південний захід. Коли центр досяг Хантсвілля, штат Техас, від Луїзіани на захід у бік Ліберті, штат Техас, почала будуватися смуга сильного дощу, що викликало додаткове повінь. У той час в системі була мінімальний центральний тиск близько 1004 мбар і максимальний стійкий вітер близько 10 миль в годину (16 км / год). Пізно 9 червня і рано 10 червня залишки Елісон повторно увійшли в Мексиканську затоку і вийшли з відкриті води. Через сухе повітря і помірний зсув західного вітру шторм перетворився в субтропічний циклон. У той час як субтропічна депресія рухалася на схід, нова циркуляція низького рівня перебудувалася на схід, і Еллісон швидко вийшла на берег Морган-Сіті, штат Луїзіана, 11 червня. Приблизно в той же час поверхневий центр перетворився на схід-північний схід від свого попереднього місця розташування, вирівнявшись з циркуляцією середнього рівня. Сильні грози переросли і Елісон перетворилась в субтропічний шторм над південним сходом Луїзіани. Буря посилювалася далі, щоб досягти стійкого вітру 45 миль в годину (70 км / ч) і мінімальної барометричному тиску близько 1000 мбар поблизу Маклейна, штат Міссісіпі.
12 червня в 00:00 за всесвітнім координованим часом шторм був офіційно знижений до рівня субтропічній депресії. Кілька прискорюючись, депресія простежувалася на схід-північний схід через Міссісіпі, Алабами, Джорджії і Південної Кароліни, перш ніж стала майже нерухомою близько Вілмінгтона, Північна Кароліна. Депресія дрейфувала через Північну Кароліну і якийсь час рухалася на північний схід у відповідь на що наближається холодний фронт. Хоча супутникові і радіолокаційні зображення показують, що система була добре організована, система сповільнювалася і переміщалася безладно протягом певного періоду часу, виконуючи те, що здавалося невеликим циклом проти годинникової стрілки. Шторм почав рухатися в основному в північно-східному напрямку і 16 червня перейшов на південну частину півострова Делмарва. Субтропічні залишки досягли Атлантичного океану 17 червня, і, коли вони перебували на схід від Атлантік-Сіті, штат Нью-Джерсі, вітри знову почали посилюватися. і сильні дощі утворилися на північ від циркуляції. Низина взаємодіяла з фронтальним кордоном і почала зливатися з нею, коли прискорювалася на північний схід зі швидкістю 13 миль на годину (21 км / ч). Залишки Елісон ненадовго переросли в субтропічний шторм, хоча південь від Лонг-Айленда він став позатропічного. Пізніше, 17 червня, западина була розташована біля узбережжя Род-Айленда, що призвело до випадання ряду опадів над Новою Англією. До 18 червня залишки тропічного шторму були поглинені фронтальної кордоном і, зрештою, пройшли на південь від мису Рейс, Ньюфаундленд, 20 червня, де позатропічного циклон розсіявся. штат Нью-Джерсі, вітри знову почали посилюватися. і сильні дощі утворилися на північ від циркуляції. Низина взаємодіяла з фронтальним кордоном і почала зливатися з нею, коли прискорювалася на північний схід зі швидкістю 13 миль на годину (21 км / ч). Залишки Елісон ненадовго переросли в субтропічний шторм, хоча південь від Лонг-Айленда він став позатропічного. Пізніше, 17 червня, западина була розташована біля узбережжя Род-Айленда, що призвело до випадання ряду опадів над Новою Англією. До 18 червня залишки тропічного шторму були поглинені фронтальної кордоном і, зрештою, пройшли на південь від мису Рейс, Ньюфаундленд, 20 червня, де позатропічного циклон розсіявся. штат Нью-Джерсі, вітри знову почали посилюватися. і сильні дощі утворилися на північ від циркуляції. Низина взаємодіяла з фронтальним кордоном і почала зливатися з нею, коли прискорювалася на північний схід зі швидкістю 13 миль на годину (21 км / ч). Залишки Елісон ненадовго переросли в субтропічний шторм, хоча південь від Лонг-Айленда він став позатропічним. Пізніше, 17 червня, западина була розташована біля узбережжя Род-Айленда, що призвело до випадання ряду опадів над Новою Англією. До 18 червня залишки тропічного шторму були поглинені фронтальної кордоном і, зрештою, пройшли на південь від мису Рейс, Ньюфаундленд, 20 червня, де позатропічного циклон розсіявся. коли прискорювалася на північний схід зі швидкістю 13 миль на годину (21 км / ч). Залишки Еллісон ненадовго переросли в субтропічний шторм, хоча південь від Лонг-Айленда він став позатропічного. Пізніше, 17 червня, западина була розташована біля узбережжя Род-Айленда, що призвело до випадання ряду опадів над Новою Англією. До 18 червня залишки тропічного шторму були поглинені фронтальної кордоном і, у результаті, пройшли на південь від мису Рейс, Ньюфаундленд, 20 червня, де позатропічного циклон розсіявся. коли прискорювалася на північний схід зі швидкістю 13 миль на годину (21 км / ч). Залишки Елісон ненадовго переросли в субтропічний шторм, хоча південь від Лонг-Айленда він став позатропічного. Пізніше, 17 червня, западина була розташована біля узбережжя Род-Айленда, що призвело до випадання ряду опадів над Новою Англією. До 18 червня залишки тропічного шторму були поглинені фронтальної кордоном і, зрештою, пройшли на південь від мису Рейс, Ньюфаундленд, 20 червня, де позатропічного циклон розсіявся.

## Підготовка
Незабаром після того, як утворився шторм, офіційні особи округу Галвестон, штат Техас, оголосили про добровільну евакуацію для західного краю острова Галвестон, оскільки цей район не був захищений морський дамбою Галвестона. Пором з острова на півострів Болівар був закритий, в той час як добровільна евакуація була оголошена в Серфсайд в окрузі Бразорія. Коли Національний центр з ураганів випустив перші рекомендації по Елісон, офіційні особи випустили попередження про тропічний шторм від Сарджент, штат Техас, до Морган-Сіті, штат Луїзіана. Після того, як шторм обрушився на берег, у багатьох районах східного Техасу були випущені годинники і попередження про раптові повені. Під час повені Національна метеорологічна служба в Х'юстоні випустила 99 попереджень про раптові повені із середнім часом завчасності 40 хвилин. В середньому за 24 хвилини Національна служба погоди в Лейк-Чарльз, штат Луїзіана, випустила 47 попереджень про раптові повені. При середньому завчасності 39 хвилин Національна метеорологічна служба Нового Орлеана / Батон-Руж випустила 87 попереджень про раптові повені, з яких 30 не супроводжувалися раптовими повеням.
У Таллахассі, штат Флорида, за день до того, як Елісон рушила через цей район на північ, відкрився притулок, в якому сім співробітників розмістили 12 осіб. Два інших притулку були в режимі очікування. Команди інформували жителів Флориди про небезпеку повені.